# Назарьево (Наро-Фоминский район)
Назарьево — деревня в Наро-Фоминском районе Московской области, входит в состав сельского поселения Волчёнковское. Численность постоянного населения по Всероссийской переписи 2010 года — 67 человек, в деревне числятся 7 улиц 34 садовых товарищества. До 2006 года Назарьево было центром Назарьевского сельского округа.
Деревня расположена в юго-западной части района, у истоков реки Ильятенки, примерно в 12 км к северо-востоку от города Вереи, высота центра над уровнем моря — 197 м. Ближайший населённый пункт — посёлок совхоза «Архангельский» в 1 км на юг.

## Население
| 2002 | 2006 | 2010 |
| ---- | ---- | ---- |
| 84   | ↘78  | ↘67  |